# Soesto
Soesto o San Esteban de Soesto (llamada oficialmente Santo Estevo de Soesto) es una parroquia del municipio de Lage, en la provincia de La Coruña, Galicia, España.

## Entidades de población
Entidades de población que forman parte de la parroquia:
- Arrueiro (O Rueiro)
- Arriba do Agro
- Casas Novas (As Casas Novas)
- Castrelo
- Centeal (O Centeal)
- Lugar de Abaixo (Soesto de Abaixo)
- Soesto de Arriba

## Demografía
| Gráfica de evolución demográfica de Soesto entre 2000 y 2018 |
|                                                              |
| Población de derecho según el padrón municipal del INE       |